# Kuwait (cidade)
Kuwait ou Koweit (também chamado Coveite e aceites as grafias de Couaite, Quaite e Cuaite por linguistas em Portugal; al-Kuwayt em árabe) é a capital e a maior cidade do Kuwait, sendo também a capital do governorado de Al Asimah. Em 2018, a cidade possuía cerca de 3 milhões habitantes. Está localizada no centro do país, às margens do Golfo Pérsico, e devido a sua posição, é o principal centro político e financeiro do Kuwait, abrigando a sede da maioria dos bancos e empresas do país.
A cidade abriga a bolsa de valores e é servida pelo Aeroporto Internacional do Kuwait.

## História
A data de fundação da cidade em sua forma atual é datada de 1613. Em seus primeiros dias, a Cidade do Kuwait era uma vila de pescadores, que ao longo do tempo também se tornou um centro importante para o comércio de mercadorias entre a Índia e a Arábia. A ascensão económica da cidade foi interrompida pela Grande Depressão no final da década de 1920, já que a cidade estava significativamente dependente dos fluxos internacionais de mercadorias. Até mesmo a principal indústria mundial de pérolas do Kuwait entrou em colapso quase que completamente em consequência da crise.
Entre 1946 e 1982, a Cidade do Kuwait viveu uma era de ouro, à medida que a riqueza de petróleo e meios de subsistência do país aumentava em prosperidade. Em 1982, o aumento foi interrompido pela queda dos preços do petróleo e pelo crash do mercado de ações Al-Manakh.
Após a anexação pelo Iraque e o importante papel na invasão americana do Iraque, a cidade experimentou uma recuperação ainda maior.

## Geografia

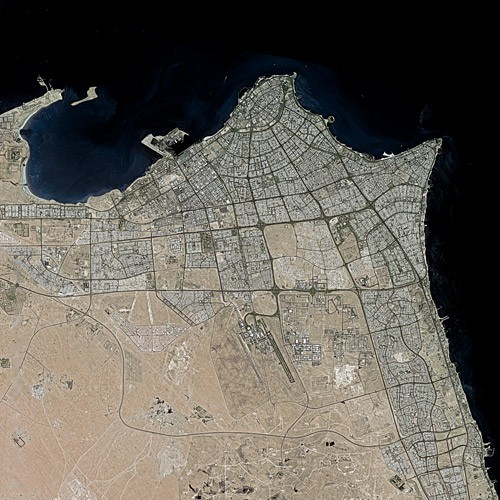
Imagem de satélite da cidade de Kuwait.

A cidade do Kuwait está localizada na Baía do Kuwait, um porto natural de águas profundas. 90% da população do Kuwait vive próximo da costa da baía do Kuwait.

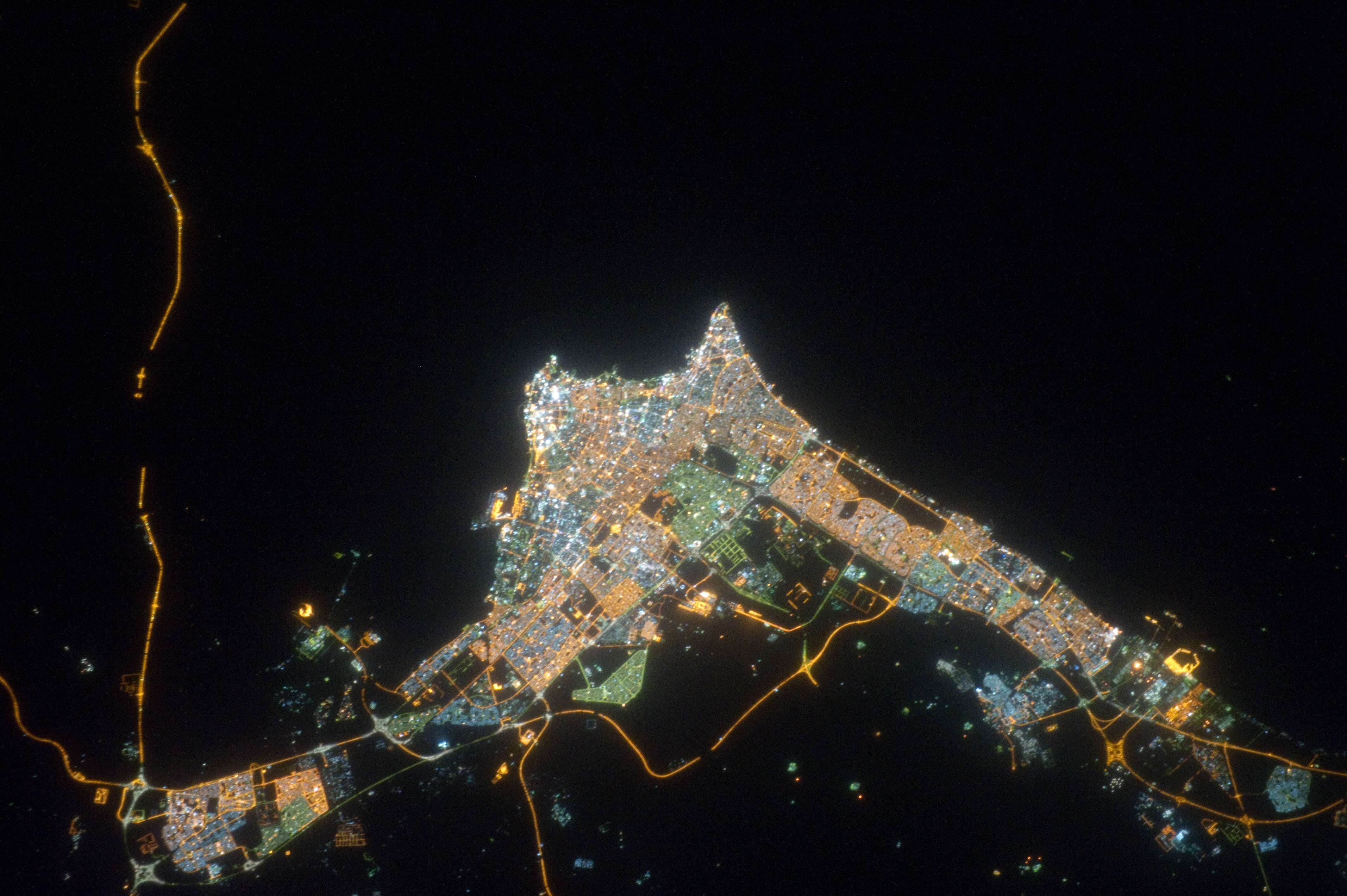
Cidade do Kuwait à noite vista da Estação Espacial Internacional

### Clima
A cidade do Kuwait tem um clima desértico quente (Classificação climática de Köppen-Geiger: BWh) e é uma das cidades mais quentes no verão em todo o mundo. As temperaturas no verão costumam exceder os 45 °C, e temperaturas acima de 50 °C não são incomuns no verão, especialmente em ondas de calor; os temperaturas baixas noturnas geralmente permanecem acima de 30 °C. No inverno, as temperaturas noturnas frequentemente caem abaixo de 8 °C. Considerando sua posição costeira e a distância relativa ao equador em comparação com os climas quentes do deserto na África e na Arábia Saudita, o calor na cidade é bastante extremo - sendo cercado em quase todas as direções pelo deserto quente.
Tempestades de areia ocorrem às vezes durante o verão a partir do vento shamal. As tempestades de areia podem ocorrer em qualquer época do ano, mas ocorrem principalmente durante o verão e com menor frequência no outono.
| Dados climatológicos para Cidade do Kuwait                                      | Dados climatológicos para Cidade do Kuwait | Dados climatológicos para Cidade do Kuwait | Dados climatológicos para Cidade do Kuwait | Dados climatológicos para Cidade do Kuwait | Dados climatológicos para Cidade do Kuwait | Dados climatológicos para Cidade do Kuwait | Dados climatológicos para Cidade do Kuwait | Dados climatológicos para Cidade do Kuwait | Dados climatológicos para Cidade do Kuwait | Dados climatológicos para Cidade do Kuwait | Dados climatológicos para Cidade do Kuwait | Dados climatológicos para Cidade do Kuwait | Dados climatológicos para Cidade do Kuwait |
| Mês                                                                             | Jan                                        | Fev                                        | Mar                                        | Abr                                        | Mai                                        | Jun                                        | Jul                                        | Ago                                        | Set                                        | Out                                        | Nov                                        | Dez                                        | Ano                                        |
| ------------------------------------------------------------------------------- | ------------------------------------------ | ------------------------------------------ | ------------------------------------------ | ------------------------------------------ | ------------------------------------------ | ------------------------------------------ | ------------------------------------------ | ------------------------------------------ | ------------------------------------------ | ------------------------------------------ | ------------------------------------------ | ------------------------------------------ | ------------------------------------------ |
| Temperatura máxima recorde (°C)                                                 | 29,8                                       | 35,8                                       | 41,2                                       | 44,2                                       | 49,0                                       | 49,8                                       | 52,1                                       | 50,7                                       | 47,7                                       | 43,7                                       | 37,9                                       | 30,5                                       | 52,1                                       |
| Temperatura máxima média (°C)                                                   | 19,5                                       | 21,8                                       | 26,9                                       | 33,9                                       | 40,9                                       | 45,5                                       | 46,7                                       | 46,9                                       | 43,7                                       | 36,6                                       | 27,8                                       | 21,9                                       | 34,3                                       |
| Temperatura mínima média (°C)                                                   | 8,5                                        | 10,0                                       | 14,0                                       | 19,5                                       | 25,4                                       | 28,9                                       | 30,7                                       | 29,5                                       | 26,2                                       | 21,5                                       | 14,5                                       | 9,9                                        | 19,9                                       |
| Temperatura mínima recorde (°C)                                                 | −4,0                                       | −1,6                                       | −0,1                                       | 6,9                                        | 14,7                                       | 20,4                                       | 22,4                                       | 21,7                                       | 16,0                                       | 9,4                                        | 2,0                                        | −1,5                                       | −4,0                                       |
| Precipitação (mm)                                                               | 30,2                                       | 10,5                                       | 18,2                                       | 11,5                                       | 0,4                                        | 0,0                                        | 0,0                                        | 0,0                                        | 0,0                                        | 1,4                                        | 18,5                                       | 25,5                                       | 116,2                                      |
| Dias com precipitação                                                           | 5                                          | 3                                          | 3                                          | 1                                          | 0                                          | 0                                          | 0                                          | 0                                          | 0                                          | 1                                          | 3                                          | 3                                          | 19                                         |
| Insolação (h)                                                                   | 198,1                                      | 222,5                                      | 217,6                                      | 229,3                                      | 272,5                                      | 304,5                                      | 307,1                                      | 301,6                                      | 285,1                                      | 252,2                                      | 216,5                                      | 193,5                                      | 3 000,5                                    |
| Fonte: Organização Meteorológica Mundial (temperatura e precipitação 1994–2008) |                                            |                                            |                                            |                                            |                                            |                                            |                                            |                                            |                                            |                                            |                                            |                                            |                                            |
| Fonte 2: NOAA (Horas de sol e recordes, 1961–1990)                              |                                            |                                            |                                            |                                            |                                            |                                            |                                            |                                            |                                            |                                            |                                            |                                            |                                            |

### Cidades-irmãs
A Cidade de Kuwait é cidade-irmã e/ou tem acordo de cooperação com as seguintes cidades:
- Ancara, Turquia
- Beirute, Líbano
- Isfahan, Irã
- Sarajevo, Bósnia e Herzegovina
- Beverly Hills, Estados Unidos
- Londres, Reino Unido
- Cannes, França
- Paris, França
- Marbella, Espanha
- Gaziantep, Turquia
- Ouagadougou, Burkina Faso
- Navi Mumbai, Índia
- Monaco-Ville, Mônaco
- Tel Aviv, Israel
- Almuñécar, Espanha
- Belgrado, Sérvia
- Pristina, Kosovo
- Tunes, Tunísia
- Meca, Arábia Saudita
- Riade, Arábia Saudita
- Florença, Itália
- Frankfurt, Alemanha
- Milão, Itália
- Roma, Itália
- Tóquio, Japão
- Toronto, Canadá
- Los Angeles, Estados Unidos
- Malibu, Estados Unidos
- Istambul, Turquia
- Al Bayda, Líbia
- Salt, Jordânia

## Galeria

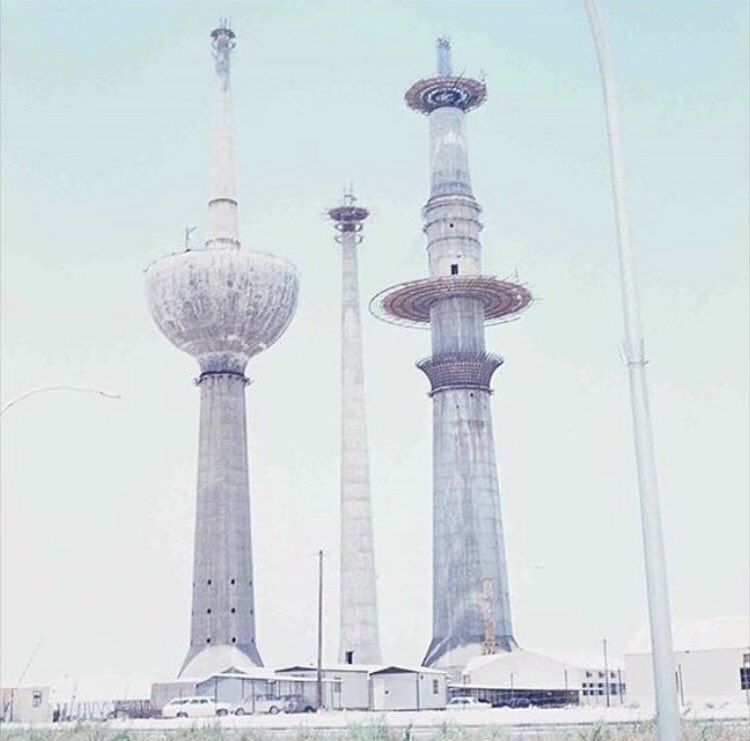
Construídas em 1979, as Torres Kuwait são o marco mais famoso da cidade
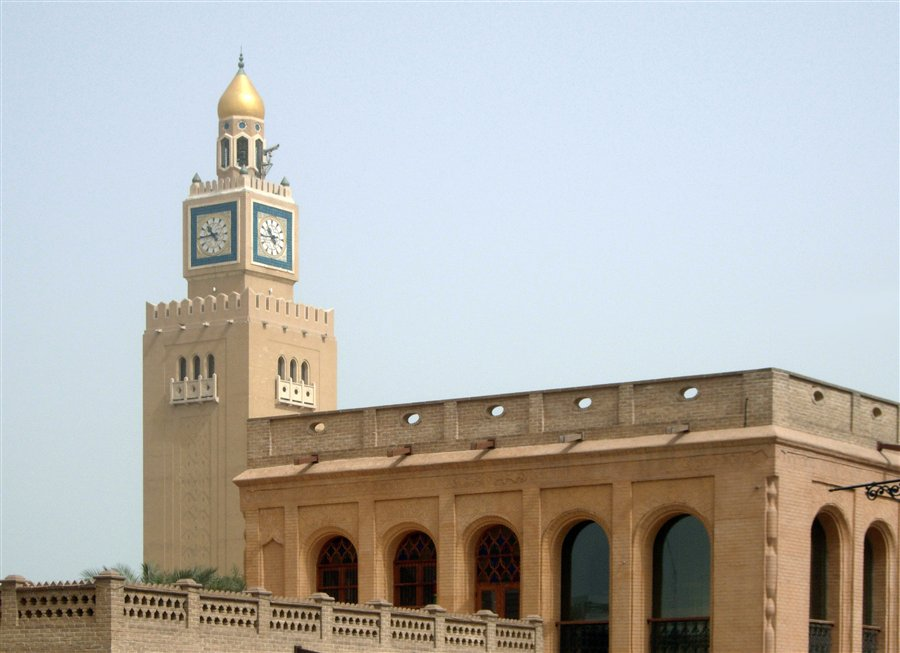
Palácio Seif
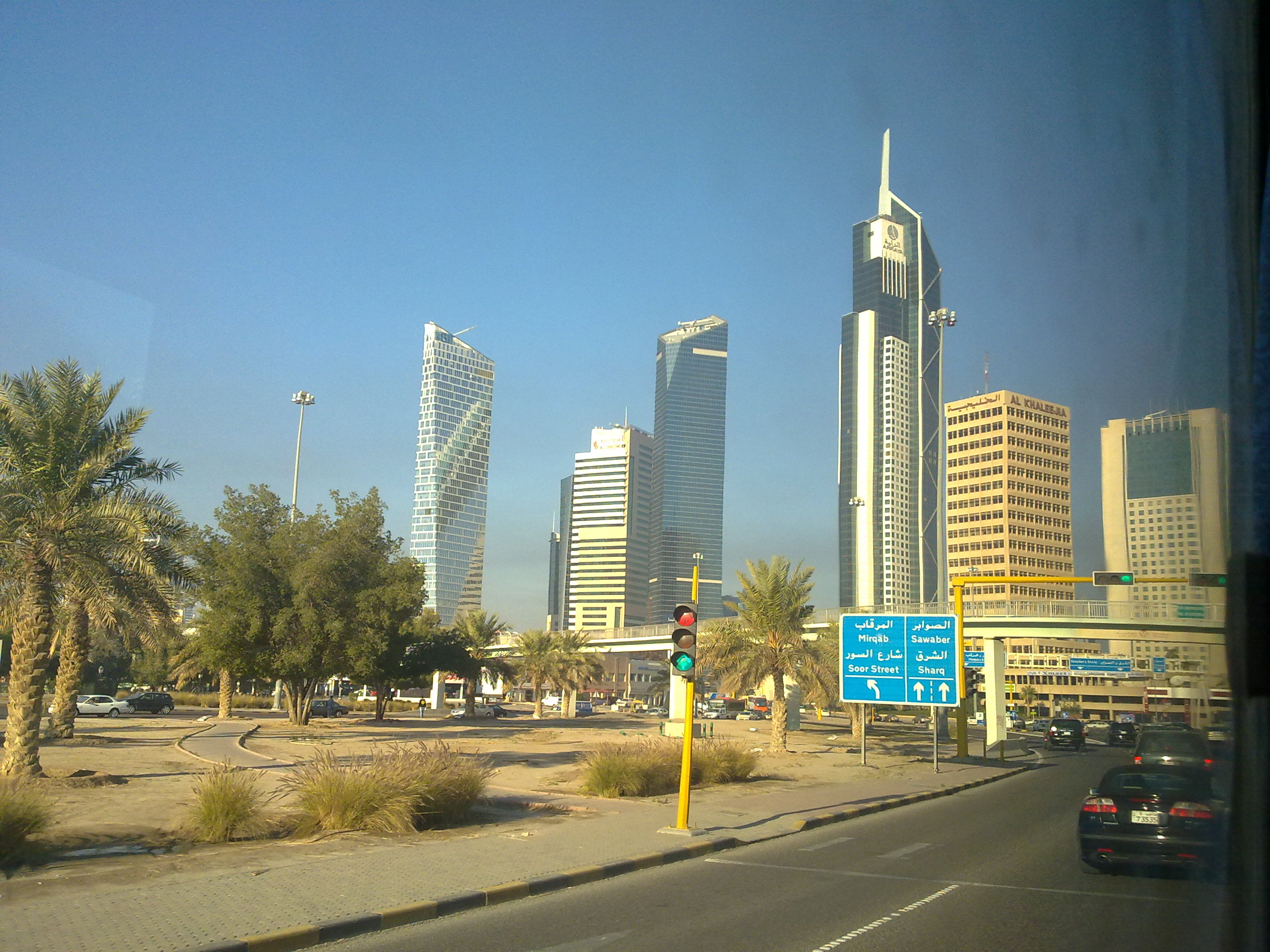
Complexo Torres Arraya
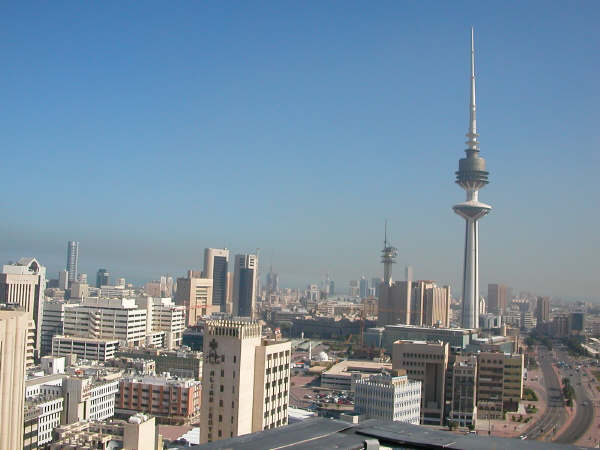
Liberation Tower
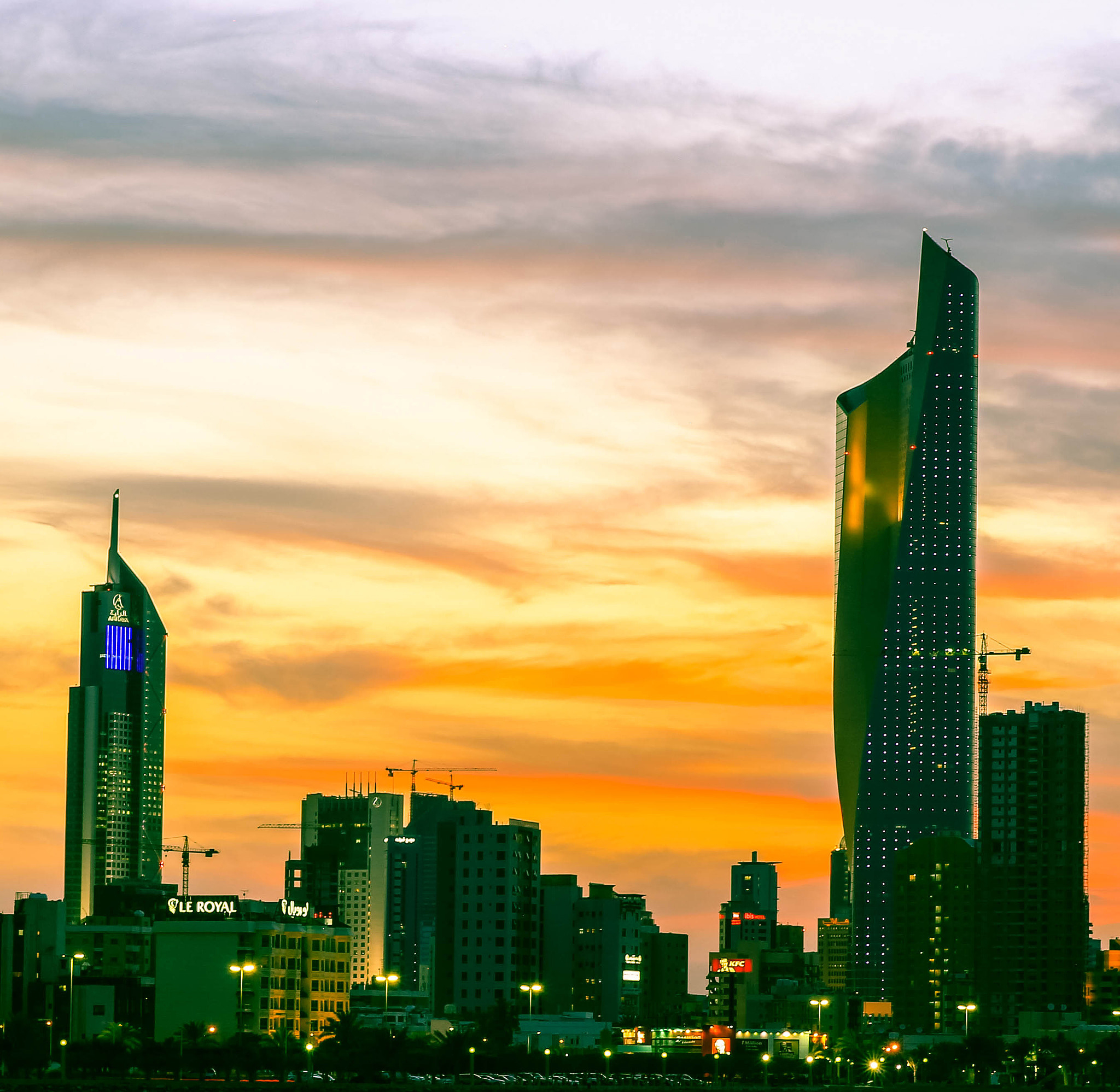
Al Hamra Tower, o edifício mais alto do Kuwait

## Naturais
Algumas personalidades naturais da cidade incluem:
- Jaber Al-Ahmad Al-Sabah (1926-2006) ex-emir do Kuwait.
- Fehaid Al-Deehani (1966-) medalhista olímpico kuwaitiano.
- Bashar Abdullah (1977-) Jogador de futebol.
- Bader Al-Mutawa (1985-) Jogador de futebol.